# Evrim Akyigit
Evrim Akyigit (ur. 31 stycznia 1977 w Izmirze) – holenderska aktorka, pochodzenia tureckiego. Jest najbardziej znana z roli Cabar-Elif Özal w holenderskiej operze mydlanej, pt.: Onderweg Naar Morgen.

## Filmografia
| Film      | Film                 | Film                | Film         |
| Rok       | Film                 | Rola                | Notatki      |
| --------- | -------------------- | ------------------- | ------------ |
| 2002      | Tom & Thomas         | Mirror Maze Visitor |              |
| 1996      | Woensdag, gehaktdag  | Rachel              |              |
| Telewizja |                      |                     |              |
| Rok       | Film                 | Role                | Notatki      |
| 2005–2007 | Onderweg naar morgen | Elif Cabar-Özal     | 108 odcinków |
| 1997      | Duidelijke taal!     | Ayfer               | 1 odcinek    |
| 1996      | Fort Alpha           | Toprak Yuksel       | 1 odcinek    |